# Manuel Rivera Vera
Manuel Rivera Vera (Málaga, 20 de septiembre de 1879 - Málaga, 9 de mayo de 1940) fue un arquitecto español, hijo del también arquitecto Manuel Rivera Valentín y autor de una extensa obra en su ciudad natal, entre las que se cuentan algunos de los edificios más emblemáticos de su época, como son la Casa Consistorial (en colaboración con Fernando Guerrero Strachan), los Almacenes Félix Sáenz, el Teatro Echegaray, etc, así como en ciudades cercanas, en Jaén construyó en un tiempo récord el imponente Teatro Cervantes con una de las cúpulas más grandes de la época; en Melilla, el Edificio Metropol.
También se le debe su colaboración en la creación del Parque de Málaga, la remodelación del Centro Cívico y la reforma del Cementerio de San Miguel.